# 浦賀の渡船

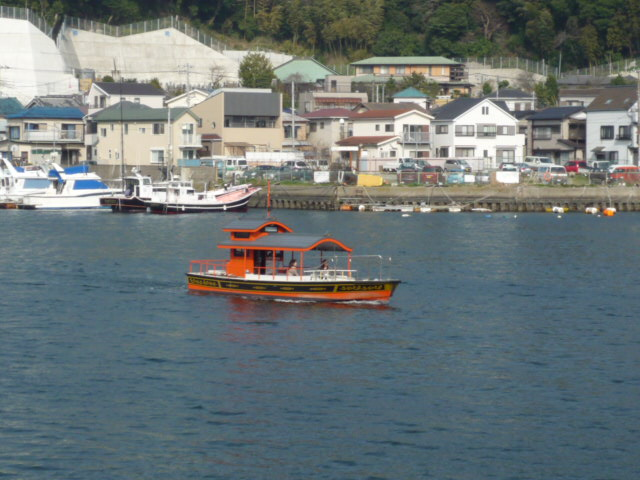
西渡船場から愛宕丸を撮影

浦賀の渡船（うらがのわたしぶね）とは、神奈川県横須賀市浦賀で運行されている渡し船。浦賀の町で古くから運航しており、ポンポン船の愛称で親しまれている。現在は繊維強化プラスチックによる装飾で御座船風に仕立てられた愛宕丸（あたごまる、全長9.5メートル、総トン数4.8トン、1998年就航）による運用だが、それ以前は普通の動力船であった。
水上区間であるが横須賀市の市道2073号線を構成。東渡船場（東浦賀賀2-19-10先）と西渡船場（西浦賀賀1-2-19先）を3分で結ぶ。横須賀市唯一の市営交通事業であるあったが、後述の通り2022年（令和4年）4月に民間に事業譲渡され、市の事業としては役目を終えた。

## 歴史
浦賀は、南東から北西へと陸地に深く切り込むような海が東西の陸上交通を妨げる不便な地形であるため浦賀奉行が置かれて間も無い1725年（享保10年）頃から渡しが行われていたとされる。
公営交通としての歴史は1878年（明治11年）東西の浦賀の町内会の連合会が共同で渡し船を運営したのがはじまりとされ、1917年（大正6年）頃に浦賀町が地方自治体として渡し船の運営を開始した。
1943年（昭和18年）浦賀町が横須賀市に編入され、横須賀市に移管。1949年（昭和24年）10月から横須賀市からの委託経営となった。昭和30年代頃に動力化され、1998年（平成10年）に現在の愛宕丸が就航した後は、不便さの解消の他に観光なども意識した運航となっている。
2022年（令和4年）4月よりミウラ総建による運営から、同市内で猿島航路やYOKOSUKA軍港めぐりを展開するトライアングルに譲渡された。

## 運行情報
- 運航時間：7:00〜17:00頃まで随時
- 定員：13人（旅客12人、船員1人）

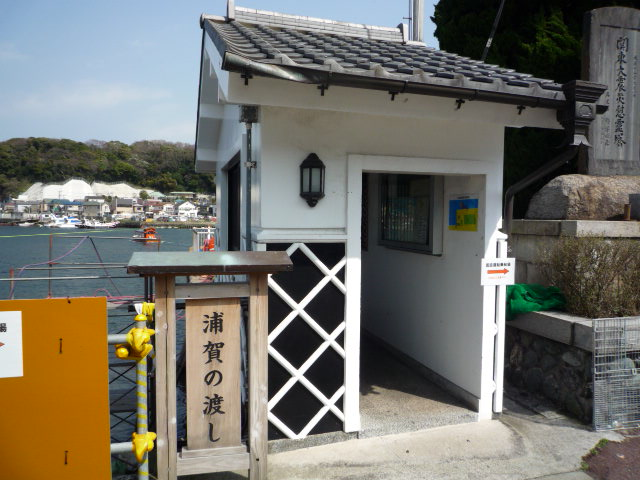
西渡船場

- 運休日：年末年始（12月31日〜1月3日）（荒天時は休航）
- 利用料金：大人400円、小・中学生200円（横須賀市民は半額）
- ワンデーパス：大人600円、小・中学生300円
- その他（自転車等）50円。